# قهوة باردة
القهوة الباردة (بالإنجليزية: Cold brew coffee)‏ والتي تسمى أيضًا القهوة المنقوعة في الماء (بالإنجليزية: cold water extraction)‏ أو القهوة المعصورة على البارد (بالإنجليزية: cold pressing)‏، هي القهوة الناتجة عن عملية نقع حبيبات القهوة في الماء في درجات حرارة باردة لفترة طويلة. تُنقع حبوب البن المطحونة الخشنة في الماء لمدة تتراوح من 12 إلى 24 ساعة تقريبًا.

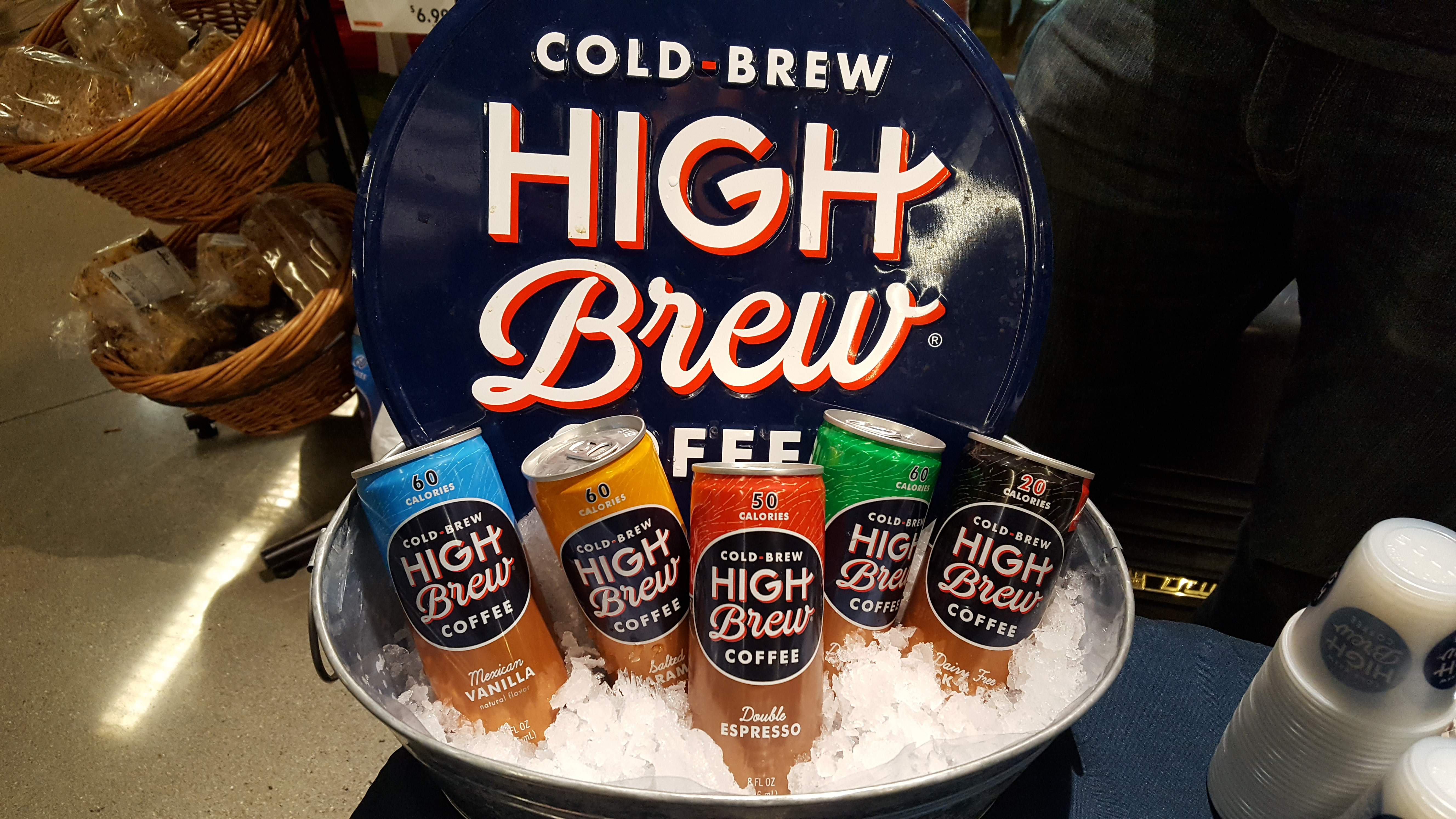
عرض القهوة الباردة في أحد المتاجر الكبرى

يتم الاحتفاظ بالماء عادة في درجة حرارة الغرفة، ولكن يمكن استخدام الماء المبرد. بعد نقع القهوة، يتم تصفيتها من الماء باستخدام مرشح ورقي للقهوة، أو منخل معدني ناعم (على سبيل المثال في مكبس فرنسي)، أو اللباد. النتيجة هي تركيز القهوة المخفف بالماء أو الحليب، ويقدم ساخنًا في بعض الأحيان، ولكن غالبًا ما يتم تقديمه مبردًا، أو فوق الثلج، أو مخلوطًا بالثلج ومكونات أخرى مثل الشوكولاتة.

## تاريخ
نشأت القهوة الباردة في اليابان، حيث كانت طريقة تقليدية لتخمير القهوة لعدة قرون. يُشار إلى القهوة الباردة البطيئة القهوة المخمرة، والمعروفة أيضًا باسم قهوة كيوتو، أو القهوة الهولندية في شرق آسيا (من اسم جوهر القهوة الذي جلبه الهولنديون إلى آسيا)، بأنها عملية يتم فيها تنقيط الماء عبر بقايا القهوة في درجة حرارة الغرفة على مدار ساعات عديدة.

## المذاق
نظرًا لأن حبوب البن المطحونة في القهوة الباردة لا تتلامس أبدًا مع الماء الساخن، فإن عملية استخلاص النكهة من الحبوب تنتج تركيبة كيميائية مختلفة عن طرق التخمير التقليدية. تحتوي حبوب البن على عدد من الأجزاء التي تكون أكثر قابلية للذوبان في درجات الحرارة العالية، مثل الكافيين والزيوت والأحماض الدهنية. ومع ذلك، فإن التخمير عند درجة حرارة أقل لمدة 24 ساعة يؤدي إلى محتوى كافيين أعلى عند التخمير بنفس الحجم مقارنة بـ 6 دقائق عند 98 درجة مئوية (208 درجة فهرنهايت). إن درجة الحموضة للقهوة الباردة والساخنة متشابهة، ولكن القهوة الباردة تحتوي على تركيز حمضي أقل. يؤثر كل من الرقم الهيدروجيني والحموضة القابلة للقياس على الطعم.

## مشروب النيترو البارد

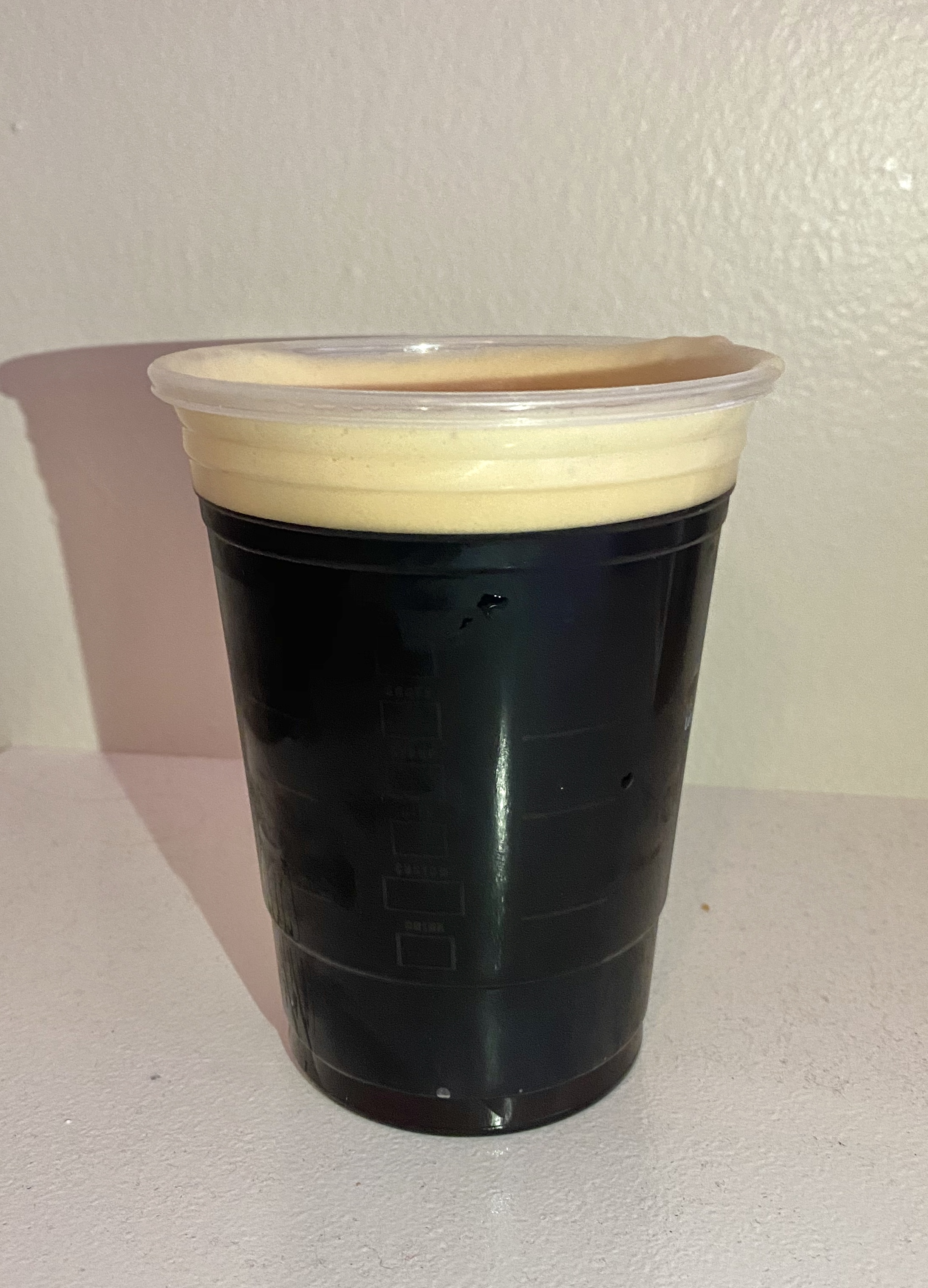
مشروب النيترو البارد

القهوة الباردة بالنيتروجين (بالإنجليزية: Nitro cold brew)‏ هي نوع من القهوة الباردة التي تستخدم إضافة غاز النيتروجين لإنشاء ملمس ناعم، وتقديم القهوة النيتروجينية من نظام صنبور بيرة النيتروجين. تم تقديمها في أوائل عام 2010.

### الإنتاج
يبدأ إنتاج قهوة النيترو الباردة بصنع القهوة الباردة. بمجرد نقع البن بشكل كافٍ، يتم سكب القهوة في زجاجة أو برميل بدرجة حرارة الغرفة. عندما يُسكب المشروب البارد في الكوب، يتم شحنه بالنيتروجين لإعطائه رغوة غنية وكريمية، تشبه البيرة المسحوبة. (على الرغم من أن معظم أنواع البيرة والمشروبات الغازية تحتوي على ثاني أكسيد الكربون، إلا أن النيتروجين يستخدم أحيانًا في البيرة الداكنة، مما يؤدي إلى الحصول على نكهة أكثر نعومة.) عادة ما يتم تقديم القهوة الباردة بالنيتروجين مبردة ولكن بدون ثلج، مما قد يؤدي إلى إتلاف الطبقة الرغوية العلوية.

### تاريخ
تم تقديم مشروب النيترو البارد لأول مرة في مقاهي الموجة الثالثة في أوائل العقد الأول من القرن الحادي والعشرين، ولكن الأصل الدقيق ما زال محل نزاع. تقول مجلة (Men's Journal) أن هذه العملية بدأت في عام 2013 في مقاهي الحرف اليدوية (Cuvee Coffee) في أوستن بولاية تكساس، و(Stumptown) في بورتلاند بولاية أوريغون. ومع ذلك، فإن مجلة إسكواير ترُجع الأمر لمشروع القهوة في (The Queens Kickshaw) في نيويورك في عام 2011 باعتباره سابقة. قدمت شركة (Cuvee Coffee) لأول مرة قهوتها الباردة المصنوعة من النيتروجين، من الصنبور، في مسابقة (Slow Food Quiz Bowl) في أوستن بولاية تكساس، في 14 أغسطس 2012.[بحاجة لمصدر] أصدرت شركة (Ball Corporation) بيانًا صحفيًا ذكرت فيه أن (Cuvee) هي أول شركة تقوم بتعليب القهوة الباردة في علب الأدوات الخاصة بها، ومنحت (BevNet) شركة (Cuvee) جائزة أفضل ابتكار في التغليف، ووصفتها بأنها "أول علامة تجارية لتحضير القهوة الباردة لتسويق منتج يحتوي على النيتروجين". بدأت (Stumptown) و(Cuvee) في تقديم المشروبات المعلبة مع كبسولة مملوءة بالنيتروجين لزيادة ضغط العلبة بحلول عام 2015. قدمت شركة ستاربكس المشروب في 500 متجر في صيف عام 2016، وسبقتها في سوق لوس أنجلوس شركة (The Coffee Bean &amp; Tea Leaf). بحلول عام 2020، عرضت ستاربكس المشروب في أكثر من نصف مواقعها في جميع أنحاء الولايات المتحدة، مما جعله عنصرًا أساسيًا في قائمة الطعام. تتوفر القهوة الباردة النيتروية لدى تجار الجملة في بعض الأسواق في براميل. تقول شركة (RISE Brewing Co) إنها قادرة على ملء ما يصل إلى 1500 برميل يوميًا من القهوة الباردة المخمرة بالنيتروجين.

## للاستزادة
- Jarvis، Lisa M.؛ Morrison، Jessica (24 أكتوبر 2015). "What's nitro cold brew, and why is it so damn delicious?". مجلة أخبار الكيمياء والهندسة.
- Calderone، Julia؛ Bartels، Meghan (1 يونيو 2016). "Why Starbucks is pumping nitrogen into its coffee". بيزنس إنسايدر. مؤرشف من الأصل في 2024-12-06.
- The Best Coffee For Cold Brew